# 祈德尊
祈德尊爵士，CBE，MC，QPM，CPM，JP（英語：Sir John Douglas Clague，1917年6月13日—1981年3月11日），又譯祁德尊，香港軍人、企業家及政治人物，在第二次世界大戰期間曾經在亞洲抗擊日軍，屢獲嘉獎；戰後曾創立和記國際，自任主席，另又自1956年至1974年先後獲委任為立法局及行政局非官守議員。祈德尊長年居於香港，並擔任不同社會公職，有「老香港」之稱。
在祈德尊帶領下，和記國際曾促成了紅磡海底隧道的興建，又參與創辦電視廣播有限公司，惟後來和記國際因財政陷入困境而遭香港上海滙豐銀行收購，祈德尊亦被迫下台。祈德尊熱愛賽馬，在香港擁有多隻馬匹，亦曾任英皇御准香港賽馬會主席。

## 生平

### 早期事蹟
祈德尊為英國萌島人，1917年6月13日出生於英國的非洲殖民地南羅德西亞（現津巴布韋），早年返回萌島的英皇威廉書院讀書。
第二次世界大戰期間，祈德尊從軍到遠東服役，太平洋戰爭爆發後，祈德尊隨皇家砲兵隊來港服役，擔任炮兵軍官。1941年12月，香港因香港保衛戰落敗而淪陷。在香港淪陷期間，祈德尊成為日軍俘虜，並被囚禁於深水埗集中營。在1942年4月11日得到東江縱隊的營救下，他成功聯同另一名砲兵隊的同伴及一名義勇軍團成員從集中營逃脫，最終安全抵達中國大陸的盟軍陣地。祈德尊從集中營逃脫對英軍引起很大鼓舞，事後他在1942年獲英廷授予軍功十字勳章，後又於1943年獲OBE勳銜。
逃出集中營後，隨著英方在1942年成立英國駐華服務團，祈德尊繼續在東江惠州擔任辦事處主任，與東江縱隊緊密合作，建立良好友誼。後來，他又先後在印度、緬甸、泰國及中國等地作戰。二戰完結後，祈德尊以上校軍階從軍隊退役，香港重光以後，他復於1946年獲勳CBE勳銜。

### 商界發展
二戰結束後，祈德尊在1947年重返香港，投身商界，並於同年加入三、四流的英資洋行和記洋行。當時，會德豐持有和記洋行一半的股權，祈德尊在1954年出任和記洋行董事局主席，到1963年，他收購了會德豐旗下上市公司萬國企業（International Investment Ltd.），再透過萬國企業收購和記洋行股權，到1965年完成收購後將和記洋行更名為和記國際（Hutchison International Ltd.），自己擔任主席。
在1960年代中，祈德尊更透過發行新股展開連串的收購活動，期間收購了屈臣氏、德惠寶洋行及泰和洋行等歷史悠久的洋行，構成了和記國際拓展進出口貿易及批發零售的核心。到1969年，他透過發行優先股集資7,200萬港元，收購了黃埔船塢30%的股權，控制了公司。1970年和記國際透過黃埔船塢收購了大型貨倉集團均益倉，兩家公司在九龍紅磡和香港島北角及西環分別擁有大面積的地皮，和記國際一度成為香港最大的地主，期間，集團所控制的公司更從30間發展到200間以上之多。
祈德尊亦曾不斷為香港的未來作投資，他曾經倡建紅磡海底隧道，並建議由港府資助興建，但有關建議遭財政司郭伯偉爵士反對，結果海底隧道最後由和記國際自行融資興建。此外，在1967年，祈德尊又聯同邵逸夫爵士等人共組電視廣播有限公司，此後他一直擔任該公司的董事局副主席。祈德尊另外曾任香港氧氣公司主席、海底隧道有限公司副主席、以及香港上海滙豐銀行、牛奶公司、香港紡織廠、中華煤氣、東方海外貨櫃集團和海洋公園等等的董事。
在1975年，和記國際因為過度擴張，連年大舉借貨作投資活動，卻遇上股市熱潮冷卻以及全球石油危機，引發和記系內各上市公司股價大幅貶值；再加上公司早前借入瑞士法郎，卻因瑞士法郎大幅升值而蒙受雙重打擊，使公司財政陷入困境。整間公司之市值更跌至3.4億港元，僅相當於1973年全盛時期的4.7%。在1975年9月，和記國際召開股東大會，要求股東供股1.75億港元，但被香港上海滙豐銀行所代表的股東否決，董事局最後被迫接受滙豐注資1.5億港元收購33.65%控股權的建議，祈德尊被迫下台，由滙豐接管。滙豐後於1979年復將之轉售給長實集團的李嘉誠。

### 社會公職
祈德尊十分熱心於社會事務，早於1952年就獲委為非官守太平紳士。自1952年至1981年，他曾任香港房屋協會主席達29年之久，後來又自1962年至1980年擔任皇家香港輔助警察隊總監達18年，獲得授予女皇警察獎章及殖民地警察勞績獎章。祈德尊其他出任過的公職包括香港公益金主席、香港家庭福利會會長、香港戰爭紀念基金委員會及葛量洪教育基金委員會等等的委員。
祈德尊早年曾自1952年至1956年任市政局議員，1956年獲港督葛量洪爵士委任為立法局非官守議員，至1960年卸任；未幾在1961年獲港督柏立基爵士委任為行政局非官守議員，至1974年卸任。為表彰他對社會的貢獻，他在1972年獲英女皇伊利沙伯二世授勳為下級勳位爵士。祈德尊熱愛香港，他生前更以「忠於香港，因為他是我的家！」為座右銘，而他在坊間亦有「老香港」之綽號。
祈德尊熱愛賽馬，他在1963年9月當選英皇御准香港賽馬會董事，後自1972年至1974年出任馬會主席，卸任後仍一直留任董事。

### 晚年
在1981年3月11日，祈德尊偕家人在英國伯克郡度假時病逝，享年63歲。他死後，其生前曾任主席的馬會隨即在3月14日下半旗致哀外，當日沙田馬場第一場賽事的騎師均一律臂纏黑紗，以示哀悼。港府期後亦於3月20日於《憲報》刊登訃文致哀。祈德尊的追悼會於1981年4月15日在聖約翰座堂舉行，出席者包括有港督麥理浩勳爵、布政司姬達爵士、好友邵逸夫爵士及利銘澤等200多人出席。
他過身後的1981年6月13日，香港皇家輔助警隊向祈德尊追贈榮譽總指揮，以為紀念。

## 家庭
祈德尊曾有兩段婚姻，並育有一子兩女。他本人名下有多隻馬匹，並且多以「人之」命名，當中較著名的有「人之光」及「人之音」等等。

## 榮譽

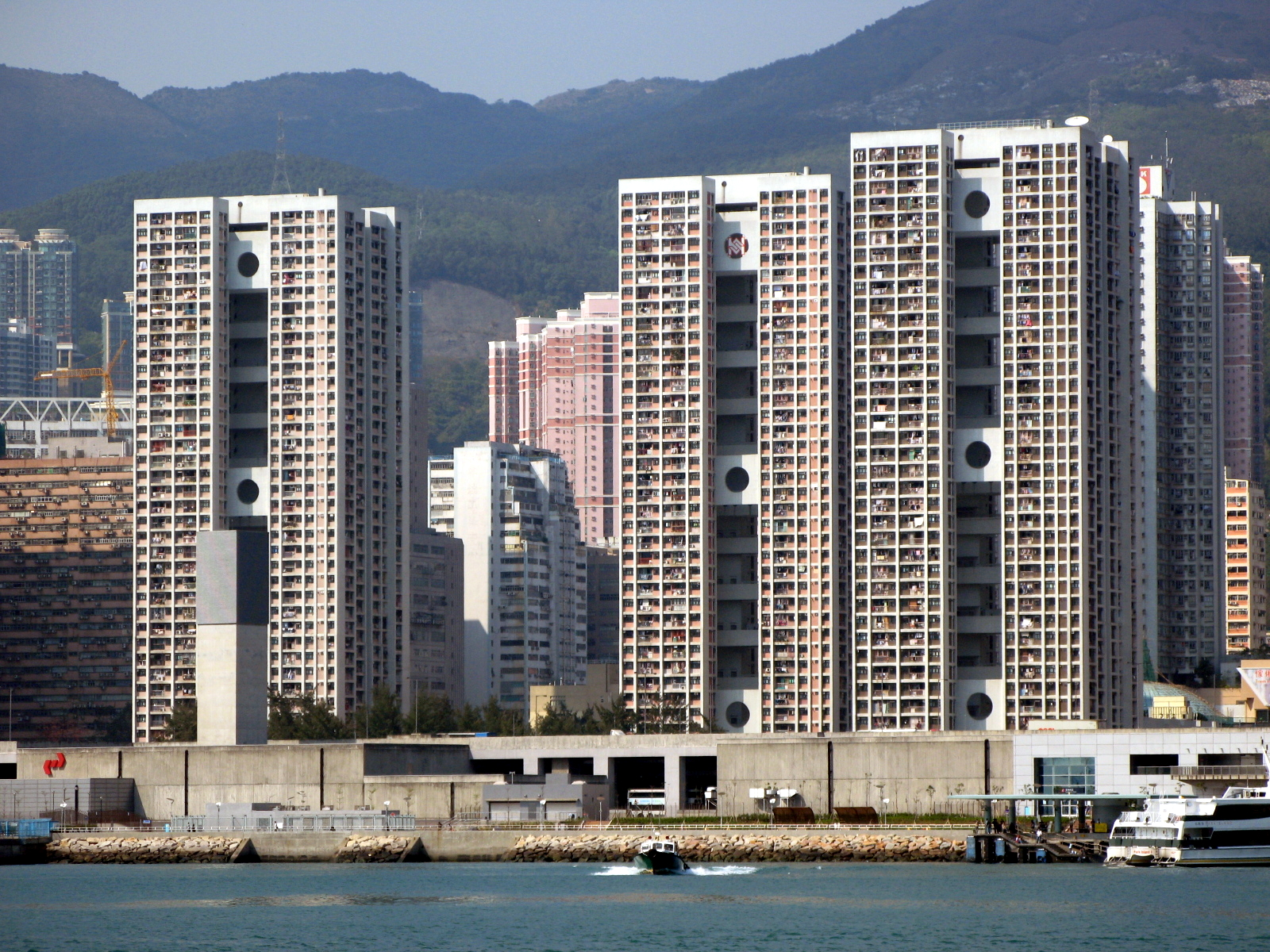
祈德尊新邨

### 勳銜
- M.C. （1942年）
- O.B.E. （1943年，軍事）
- T.D.
- C.B.E. （1946年，軍事）
- J.P. （1952年）
- C.P.M.
- Q.P.M.
- Kt. （1972年）
- 皇家香港輔助警隊榮譽總指揮 （1981年6月13日）

### 以他命名的事物
- 祈德尊新邨：位於香港新界荃灣區的一個住宅發售計劃和公共屋邨，由香港房屋協會發展，於1988年11月落成。
- 祈德尊盃：由香港賽馬會舉辦, 於每年舉行的主席賽馬日舉行。本獎盃乃由已故祈德尊爵士的夫人為紀念祈爵士，而贈予馬會，自2007/2008年馬季起取消。

## 外部連結
- 抗戰回顧：一份影響抗戰結束方式的情報 （页面存档备份，存于）
- List of Honorary Auxiliary Officers